# Contumil (stacja kolejowa)
Contumil (port: Estação Ferroviária de Contumil) – stacja kolejowa w Porto (dzielnica Contumil), w dystrykcie Porto, w Portugalii. Znajduje się na Linha do Minho. Jest obsługiwany wyłącznie przez pociągi regionalne CP Urbanos do Porto. 

## Położenie
Sstacja Contumil znajduje się w gminie Porto, z dostępem od strony Rua da Estação de Contumil.

## Linie kolejowe
- Linha do Minho
- Linha de Leixões